# Midtstuen Station
Midtstuen Station (Midtstuen stasjon) er en metrostation på Holmenkollbanen på T-banen i Oslo. Stationen ligger 223,3 meter over havet. Stationen er den, der ligger nærmest den gamle skihopbakke Midtstubakken. Om vinteren benyttes stationen meget af voksne og børn med slæder eller kælke, da kælkebakken Korketrekkeren, som starter ved Frognerseteren Station, ender her.
Stationen hed oprindeligt Frognerseterveien, men navnet blev ændret allerede et par måneder efter åbningen af banen 31. maj 1898. 
Stationen gennemgik en fuldstændig modernisering i 2000 med fjernelse af overgange i niveau og etablering af nye adgangsveje.